# Dieter Weitz
Dieter Weitz (* 4. Juli 1942) ist ein deutscher Tischtennisspieler. Er ist deutscher Vizemeister und fünfmaliger Nationalspieler.
Weitz ist Abwehrspieler. Bis 1966 spielte er mit den Sportfreunden Siegen in der zweithöchsten Spielklasse, danach wechselte er in die Oberliga zu Borussia Düsseldorf, mit dem er 1968 das Endspiel im deutschen Pokal erreichte. Bei den deutschen Meisterschaften wurde er 1966 hinter Eberhard Schöler Zweiter, im Doppel belegte er mit Peter Hübner Platz drei. Ein Jahr später kam er beim DTTB-Ranglistenturnier TOP-12 auf Platz drei.
Weitz wurde in fünf Länderspielen aufgeboten. Erstmals spielte er im März 1964 in Hilversum gegen die Niederlande und gewann beide Einzel. 1966 nahm er an der Europameisterschaft in London teil.
1976 schloss er sich – von der DJK TuS 02 Siegen kommend – dem TTC Herbornseelbach an, mit dem er ein Jahr später in die Bundesliga aufstieg. Seit 1978 spielt er wieder bei der DJK TuS 02 Siegen, wo er bis 2018 regelmäßig aktiv war.
Seit den 1980er Jahren ist er auch als Tennisspieler beim TC Siegen aktiv. 2002 belegte er in der deutschen Tennis-Seniorenrangliste Platz 27.

## Privat
Weitz arbeitete als Autoverkäufer.